# Myeloperoxidase
Myeloperoxidase (MPO) ist ein Enzym in neutrophilen Granulozyten von Chordatieren, das bei der Regulation und Terminierung von Entzündungsprozessen eine bedeutende Rolle spielt. Das Enzym katalysiert die Oxidation von  Chloridionen mit Hilfe von Wasserstoffperoxid:
{\displaystyle H_{\mathrm {2} }O_{\mathrm {2} }+Cl^{-}\rightarrow H_{\mathrm {2} }O+ClO^{-}}
Die gebildeten Hypochloritionen oxidieren verschiedene Biomoleküle und tragen somit zur Erkennung und Aufnahme apoptotischen Materials durch Phagozyten bei.

## Vorkommen
Myeloperoxidase wird in Neutrophilen Granulozyten, Monozyten, diversen Gewebsmakrophagen wie etwa Kupffer'schen Sternzellen und Zellen der Mikroglia sowie bei Alzheimer-Patienten auch in Nervenzellen exprimiert. In Neutrophilen Granulozyten und Monozyten kann MPO 1-5 % der Gesamtzellproteinmenge ausmachen und wird in Leukozyten in azurophilen Granula gespeichert. Nach Phagozytenaktivierung wird MPO in phagolysosomale Kompartimente und in den Extrazellulärraum sezerniert. Die Absorptionseigenschaften der MPO tragen maßgeblich zur grünlich-gelben Farbe des Eiters bei.

## Eigenschaften
Myeloperoxidase ist ein 150-kDa-Protein, das aus 2 kleinen (je 15 kDa) und 2 großen Untereinheiten besteht, von denen mindestens 3 Isoformen von 57, 59 bzw. 60 kDa Größe existieren. MPO ist argininreich und damit basisch. Mit einem IP-Wert > 10 ist MPO bei neutralem pH-Wert stark kationisch.
MPO gehört zu einer Gruppe von Peroxidasen, denen ein kovalent gebundenes, gebogenes Häm gemein ist. Bei der MPO handelt es sich um von Häm b abgeleitetes Häm M, das wegen seiner Absorptionseigenschaften auch als grünes Häm bezeichnet wird. Das Methyl-Kohlenstoffatom des Häm-C-Ringes ist mit Asp-94 des Proteins verestert, das Methyl-Kohlenstoffatom des Häm-A-Ringes ist mit dem Carboxylat-Sauerstoffatom von Glu-242 verestert. Das terminale Kohlenstoffatom der Vinylgruppe des A-Ringes ist an das Schwefelatom von Met-243 ional gebunden. Entlang einer gedachten Achse durch den A- und C-Ring des Häms ist das Häm M der MPO um 14° gebogen.

## Funktionen

### Katalytische Aktivität
Während des oxidativen Bursts der Neutrophilen Granulozyten bildet MPO aus Wasserstoffperoxid (H2O2) und Chlorid- sowie Bromidanionen (Cl−, Br−) Chlor (Cl2), Brom (Br2) und Bromchlorid (BrCl). Unter physiologischen Bedingungen entstehen daraus sofort Hypochlorit (HClO) und Hypobromit (HBrO).
Neben Haliden oxidiert die MPO-I-Form auch Nitrit (NO2), Stickstoffmonoxid (NO), Thiocyanat (SCN−) und Tyrosin.

### Wirkung auf Biomoleküle
Das reaktive Hypochlorit reagiert mit einer Vielzahl oxidierbarer Biomoleküle, die ungesättigte Doppelbindungen, Thiole oder diverse Stickstoffkomponenten enthalten. Die wesentlichen Chlorierungsreaktionen finden mit Pyridinnukleotiden (z. B. NAD+), Cholesterin und ungesättigten Fettsäuren unter Bildung von Chlorhydrinen und mit Aminogruppen unter Bildung von Chloraminen statt.
Im Endeffekt bewirkt MPO-Aktivität, dass z. B. cholesterinreiches LDL oxidiert wird, Membranlipide oxidiert werden und Tyr-Reste von Proteinen reaktiv gemacht werden, alles Prozesse, die mindestens regulatorische Funktion besitzen.

### Rolle bei Entzündungen
Myeloperoxidase bindet aus elektrostatischen Gründen an Phosphatidylserin und damit spezifisch an die äußere Membran apoptotischer Zellen.

### Rolle bei Infektionen
Anders als früher angenommen scheint MPO keine generelle antimikrobielle Wirkung zu besitzen. Zwar erscheint eine Rolle der von der MPO gebildeten halogenierten Produkte bei der chemischen Bekämpfung von infektiösen Partikeln plausibel, jedoch zeigen MPO-knockout-Mäuse und Menschen mit MPO-Defizienz keine erhöhte Empfänglichkeit für bakterielle Infektionen. Lediglich Infektionen mit dem Pilz Candida albicans treten in diesen Individuen gehäuft auf.

## Genetik
Das humane MPO-Gen befindet sich auf Chromosom 17, Lokus 17q23.1.

## Krankheiten

### MPO-Defizienz
Es gibt momentan keine Evidenz-basierten Daten darüber, dass Patienten mit MPO-Defizienz erhöhte Empfänglichkeit für Candida albicans-Infektionen und ein generell erhöhtes Entzündungsrisiko zeigen. Die meisten Publikationen können bei der Mehrzahl der Patienten kein gehäuftes Auftreten von Infekten nachweisen.

### Antikörper gegen MPO
Kommt es zur Bildung von Autoantikörpern gegen MPO, treten diese Antikörper als sogenannte perinucleäre antineutrophile cytoplasmatische Antikörper pANCAs in Erscheinung. Diese spielen bei diversen Vaskulitiden wie dem Churg-Strauss-Syndrom und der rasch progressiven Glomerulonephritis eine Rolle.

### Myeloperoxidase als Biomarker für Gelenkerkrankungen beim Pferd
Die Myeloperoxidase-Aktivität ist erhöht in der Synovia von Gelenken mit septischer Arthritis beim Pferd im Vergleich zu gesunden Gelenken und Gelenken mit nicht-septischen Erkrankungen.